# Jean de Coras

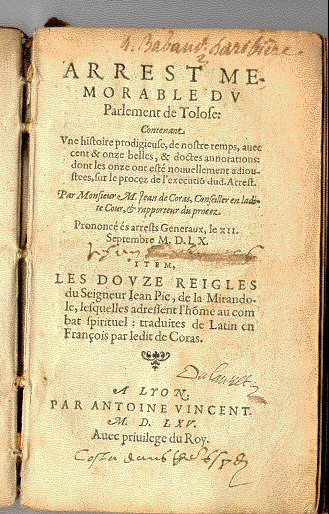
Ejemplar de Arresto Memorable (1560).

Jean de Coras (1515-1572) fue un jurista francés.
Nació en Realmont, hijo de un notario, y estudió leyes en Toulouse, Cahors, Orleans y quizá también en otras ciudades, bajo profesores como Franciscus Curtis junior y Marianus Socinus junior. Luego de graduarse en 1535 en la promoción de Filippo Decio, enseñó leyes en la Universidad de Toulouse a partir de 1536, en Valence (1545), y en Ferrara (1550), donde llegó a ser uno de los más populares profesores de su tiempo.
En 1552, de Coras fue miembro del parlamento de Toulouse y participó en el famoso juicio de Martin Guerre, del cual escribió el mejor informe conocido: "Arresto Memorable del parlamento de Toulouse (1560)". En 1562, habiéndose convertido al protestantismo, fracasó en un intento de abrirle las puertas de Toulousse a los calvinistas, pero siguió en su cargo por sus conexiones con la corte real. Aun así, de Coras ayudó a organizar los disturbios protestantes que culminaron en la primera Guerra Francesa de Religión. Fue condenado a muerte por haber servido al Príncipe de Condé en 1568, y fue asesinado en prisión después de la masacre del Día de San Bartolomé en 1572. 
Junto a eruditos como Baron, Dumolin, Connan y Douaren, de Coras fue parte de la generación de juristas que establecieron jurisprudencia humanista en Francia. Sus principales contribuciones a la ciencia jurídica fueron sus intentos por descubrir contextos dogmáticos más allá de la mera exégesis del derecho romano, y sus contribuciones a la ley constitucional que influenció Jean Bodin.
Sus obras incluyen varios comentarios sobre las Pandectas, una serie de documentos dogmáticos sobre diversos temas, el discurso De iuris arte libelo (1560), y una recopilación de casos legales, Centuria Memorabilium Curiae Tholosane (1599).
El poeta Jacques de Coras fue su nieto.